# Tout va très bien madame la marquise (film)
Pour les articles homonymes, voir Tout va très bien madame la marquise.
Pour plus de détails, voir Fiche technique et Distribution.
Tout va très bien madame la Marquise est un film français  de comédie réalisée par Henry Wulschleger, sortie en 1936.

## Réception
Lors de sa sortie, les députés Paul Ihuel et Louis Monfort perturbent l'une des projections du film pour protester selon eux contre l'image qu'il rendait de la Bretagne.

## Fiche technique
- Réalisation : Henry Wulschleger
- Scénario : Yves Mirande
- Photographie : René Colas
- Son : Marcel Royné
- Musique : Paul Misraki
- Direction musicale : Ray Ventura
- Caméra : Paul Portier
- Pays de production : France
- Société de production : France Productions
- Société de distribution : Compagnie Parisienne de Location de Films
- Format : Noir et blanc - Son mono
- Genre : Comédie
- Date de sortie : 
  - France : 3 décembre 1936